# 長子音
長子音（ちょうしいん）は、子音の持続時間が長いものを指す。重子音（英: gemination）とも呼ばれる。長子音でない子音を区別する際は短子音と呼ぶ。国際音声記号では子音の後に [ː] を付けて表す。
破裂音・破擦音の場合は、子音の持続時間が延長するのではなく、前に気流の停止が挿入され、これを合わせた時間が短子音より長くなる。

## 言語例
短子音と長子音を音韻的に区別する言語としては日本語、アラビア語、イタリア語、エストニア語、カタルーニャ語、デンマーク語、ハンガリー語、フィンランド語、ラテン語、ロシア語などが存在する。長さは言語によって異なり、日本語のように1モーラ分長くなる場合もある（促音）。また、エストニア語においては短・長・超長の三段階で意味を区別する。
多くの言語において、長子音は語中にのみ現れる。しかし、インドネシアマルク州で話されるタバ語では、[j w r dʒ] を除くすべての子音が長子音化し、語中よりもむしろ語頭に多く長子音が現れる。

## 表記
ラテン語、イタリア語、フィンランド語では子音を二つ重ねて pp や tt のように書き表す。アラビア文字ではシャッダを使用する。
ただし英語やドイツ語などでは子音字の重複は、長子音ではなく、その前の母音が短母音であることを表す。ロシア語では、子音字の重複が長子音を表す場合と表さない場合がある。朝鮮語で破裂音・破擦音・摩擦音の字母の重複は、長子音ではなく濃音を表す。
日本語では子音の前に「っ」を用いて表す場合が多いが（促音）、鼻音については子音の前に「ん」を用いて表す。

## 長子音を用いない言語の長子音
音韻的には英語に長子音は存在しないが、二つの単語の間にある子音が同じである場合、音声上は以下のように長子音化する事がある。
- this saddle [ðɪˈssædəl]
- black coat [blæˈkkoʊt]
- back kick [ˈbækkɪk]
- crack cocaine [ˌkrækkoˈkeɪn]

しかし、重なる子音が破擦音である場合は起こらない。また、いくつかの方言においては副詞を作る接尾辞 -ly が /l/ の後ろに来た場合なども長子音化する。
- orange juice [ˈɒrɪndʒ dʒuːs]
- solely [soʊlli]

## 音節均衡の原則
ゲルマン語派のうち、特に北ゲルマン語群に属する言語（スウェーデン語、ノルウェー語、アイスランド語など）には、アクセントのある母音とその直後の子音は、原則としてどちらか一方が長音（長母音または長子音）として現れるという法則が存在し、これは「音節均衡の原則」と呼ばれる。このとき、二重母音は長母音に準じた扱いを受け、子音クラスターは長子音に準じた扱いを受ける。具体的には、アクセントのある母音が長母音または二重母音ならばその直後の子音は必ず単独の短子音であり、逆に、アクセントのある母音が短母音ならばその直後の子音は必ず長子音または子音クラスターである。
例外として、デンマーク語にはこの原則はない。